# Wybory parlamentarne w Kosowie w 2007 roku
Wybory parlamentarne w Kosowie w 2007 roku do Zgromadzenia Kosowa odbyły się 17 listopada. Mieszkańcy Kosowa wybierali 100 ze 120 członków Zgromadzenia Kosowa. Pozostałe mandaty to miejsca zarezerwowane dla mniejszości narodowych. W wyniku wyborów powstał rząd Hashima Thaciego, tworzony przez koalicję dwóch głównych partii politycznych: Demokratycznej Partii Kosowa i Demokratycznej Ligi Kosowa. Ostatecznie wyniki wyborów zostały ogłoszone 3 grudnia 2007 roku.

## Wyniki
| Partie i koalicje polityczne | Liczba głosów | % głosów | Mandaty        | Mandaty        | Mandaty                        |
| Partie i koalicje polityczne | Liczba głosów | % głosów | Mandaty główne | Mandaty Serbów | Mandaty mniejszości narodowych |
| --- | ------------- | -------- | -------------- | -------------- | ------------------------------ |
| Demokratyczna Partia Kosowa (Partia Demokratike e Kosovës) | 196 207       | 34.3     | 37             | —              | —                              |
| Demokratyczna Liga Kosowa (Lidhja Demokratike e Kosovës) | 129 410       | 22.6     | 25             | —              | —                              |
| Sojusz Nowego Kosowa (Aleanca Kosova e Re) | 70 165        | 12.3     | 13             | —              | —                              |
| Demokratyczna Liga Dardanii–Albańska Chrześcijańsko-Demokratyczna Partia Kosowa (Lidhja Demokratike e Dardanisë–Partia Shqiptare Demokristane e Kosovës)                                                                                                | 57 002        | 10.0     | 11             | —              | —                              |
| Sojusz dla Przyszłości Kosowa (Aleanca për Ardhmërinë e Kosovës) | 54 611        | 9.6      | 10             | —              | —                              |
| Partia Reformistów ORA (Partia Reformiste ORA) | 23 722        | 4.1      | 0              | —              | —                              |
| Partia Sprawiedliwości (Partia e Drejtësisë) | 9890          | 1.7      | 0              | —              | —                              |
| Inni (włączając w to mniejszości, które zdobyły chociaż 1 mandat) | 30 760        | 5.4      | *              | *              | *                              |
| Turecka Demokratyczna Partia Kosowa (Kosova Demokratik Türk Partisi) | 30 760        | 5.4      | 1              | —              | 2                              |
| Demokratyczna Partia Aszkali Kosowa (Partia Demokratike e Ashkanlive të Kosovës) | 30 760        | 5.4      | 1              | —              | 2                              |
| Koalicja Vakat (Koalicija Vakat) | 30 760        | 5.4      | 1              | —              | 2                              |
| Niezależna Partia Liberalna (Samostalna Liberalna Stranka) | 30 760        | 5.4      | —              | 3              | —                              |
| Serbska Demokratyczna Partia Kosowa i Metochii (Srpska Demokratska Stranka Kosova i Metohije) | 30 760        | 5.4      | —              | 3              | —                              |
| Partia Akcji Demokratycznej (Stranka Demokratske Akcije) | 30 760        | 5.4      | 1              | —              | 1                              |
| Partia Serbów (Srpska Narodna Stranka) | 30 760        | 5.4      | —              | 1              | —                              |
| Nowa Demokracja (Nova Demokratija) | 30 760        | 5.4      | —              | 1              | —                              |
| Inicjatywa Obywatelska Gorani (Građanska Inicijativa Gore; GIG) | 30 760        | 5.4      | —              | —              | 1                              |
| Serbska Partia Kosowsko-Metochijska (Srpska Kosovsko-Metohijska Stranka) | 30 760        | 5.4      | —              | 1              | —                              |
| Nowa Demokratyczna Inicjatywa Kosowa (Iniciativa e Re Demokratike e Kosovës) | 30 760        | 5.4      | —              | —              | 1                              |
| Unia Niezależnych Socjaldemokratów Kosowa i Metochii (Savez Nezavisnih Socijaldemokrata Kosova i Metohije) | 30 760        | 5.4      | —              | 1              | —                              |
| Zjednoczona Partia Romów Kosowa (Partia Rome e Bashkuar e Kosovës) | 30 760        | 5.4      | —              | —              | 1                              |
| Łącznie (frekwencja: 40.10%) | 628 630       | 100.0    | 100            | 10             | 10                             |
| Źródło: OSCE.org Mandaty mniejszości narodowych: - Romowie, Aszkali, Egipcjanie Bałkańscy: 4 mandaty (PDAK 2, IRDK 1, PRBK 1) - Bośniacy w Serbii: 3 mandaty (Koalicja Vakat 2, SDA 1) - Turcy w Kosowie: 2 mandaty (KDTP 2) - Gorani: 1 mandat (GIG 1) |               |          |                |                |                                |